# Aeroportul Mananjary
Aeroportul Mananjary (IATA: MNJ, ICAO: FMSM) este un aeroport din Fianarantsoa, Provincia Fianarantsoa, Madagascar ce deservește zona Mananjary⁠(d). A fost numit după zona deservită.
Situat la o altitudine de 6 m, aeroportul dispune de o singură pistă.